# Prasanthus
Prasanthus là một chi rêu trong họ Gymnomitriaceae.